# Coupe intercontinentale de baseball 1997
Navigation
Édition précédente Édition suivante
La Coupe intercontinentale de baseball 1997 est la 13e édition de cette épreuve mettant aux prises les meilleures sélections nationales. La phase finale s'est tenu du 1er au 8 août 1997 à Barcelone. Les rencontres se sont joués aux stades de Montjuic et de Viladecans.

## Sélections qualifiées
Huit équipes participent à cette édition :
- Australie
- Cuba
- Espagne
- États-Unis
- France
- Italie
- Japon
- Nicaragua

## Format du tournoi
Chaque sélection joue contre les sept autres lors du premier tour. Les quatre meilleures équipes se qualifient pour la phase finale à élimination directe (demi-finales et finales). Si une équipe mène de plus de 10 points après le début de la 7e manche, le match est arrêté (mercy rule).

## Classement final
| Pl.                | Sélection  |
| ------------------ | ---------- |
| Médaille d'or      | Japon      |
| Médaille d'argent  | Cuba       |
| Médaille de bronze | Australie  |
| 4                  | États-Unis |
| 5                  | Nicaragua  |
| 6                  | Italie     |
| 7                  | France     |
| 8                  | Espagne    |

## Résultats

### Premier tour
| Date     | Heure | Stade      | Recevant   | Visiteur   | Score         |
| -------- | ----- | ---------- | ---------- | ---------- | ------------- |
| 1er août | 11h00 | Montjuic   | Cuba       | France     | 14 - 0 (7 m.) |
| 1er août | 11h00 | Viladecans | Nicaragua  | Australie  | 6 - 10        |
| 1er août | 16h00 | Viladecans | États-Unis | Japon      | 6 - 9         |
| 1er août | 21h30 | Viladecans | Espagne    | Italie     | 1 - 4         |
| 2 août   | 11h00 | Montjuic   | France     | Nicaragua  | 0 - 3         |
| 2 août   | 11h00 | Viladecans | Australie  | Cuba       | 6 - 9         |
| 2 août   | 16h30 | Viladecans | États-Unis | Italie     | 11 - 0 (7 m.) |
| 2 août   | 21h00 | Montjuic   | Japon      | Espagne    | 12 - 2 (8 m.) |
| 3 août   | 11h00 | Montjuic   | Australie  | Japon      | 7 - 4         |
| 3 août   | 11h00 | Viladecans | Nicaragua  | États-Unis | 1 - 10        |
| 3 août   | 16h30 | Montjuic   | Italie     | France     | 5 - 4 (10 m.) |
| 3 août   | 21h00 | Viladecans | Cuba       | Espagne    | 15 - 0 (7 m.) |
| 4 août   | 11h00 | Montjuic   | Japon      | France     | 9 - 1         |
| 4 août   | 11h00 | Viladecans | Italie     | Australie  | 1 - 7         |
| 4 août   | 16h30 | Montjuic   | Espagne    | Nicaragua  | 0 - 18 (7 m.) |
| 4 août   | 21h00 | Viladecans | Cuba       | États-Unis | 4 - 1         |
| 5 août   | 11h00 | Montjuic   | Espagne    | France     | 4 - 9         |
| 5 août   | 11h00 | Viladecans | Italie     | Japon      | 0 - 7 (5 m.)  |
| 5 août   | 16h30 | Viladecans | États-Unis | Australie  | 4 - 6 (10 m.) |
| 5 août   | 21h00 | Montjuic   | Nicaragua  | Cuba       | 0 - 6         |
| 6 août   | 11h00 | Montjuic   | Cuba       | Italie     | 6 - 3         |
| 6 août   | 11h00 | Viladecans | États-Unis | Espagne    | 12 - 1 (7 m.) |
| 6 août   | 16h30 | Montjuic   | France     | Australie  | 3 - 17 (7 m.) |
| 6 août   | 21h00 | Montjuic   | Japon      | Nicaragua  | 2 - 3         |
| 7 août   | 11h00 | Montjuic   | Australie  | Espagne    | 15 - 5 (7 m.) |
| 7 août   | 11h00 | Viladecans | France     | États-Unis | 2 - 12 (7 m.) |
| 7 août   | 16h30 | Viladecans | Nicaragua  | Italie     | 7 - 5         |
| 7 août   | 21h00 | Montjuic   | Japon      | Cuba       | 3 - 7         |

| Pl. | Équipe     | J | V | D | PM | PC | %     |
| --- | ---------- | - | - | - | -- | -- | ----- |
| 1   | Cuba       | 7 | 7 | 0 | 61 | 13 | 1.000 |
| 2   | Australie  | 7 | 6 | 1 | 68 | 32 | .857  |
| 3   | Japon      | 7 | 4 | 3 | 46 | 26 | .571  |
| 4   | États-Unis | 7 | 4 | 3 | 56 | 23 | .571  |
| 5   | Nicaragua  | 7 | 4 | 3 | 38 | 33 | .571  |
| 6   | Italie     | 7 | 2 | 5 | 18 | 43 | .286  |
| 7   | France     | 7 | 1 | 6 | 19 | 64 | .143  |
| 8   | Espagne    | 7 | 0 | 7 | 13 | 85 | .000  |

J : rencontres jouées, V : victoires, D : défaites, PM : points marqués, PC : points concédés, % : pourcentage de victoire.

### Phase finale
|  | Demi-finales                | Demi-finales                |                        |    | Finale                       | Finale                       |
|  | Demi-finales                | Demi-finales                |                        |    | Finale                       | Finale                       |
|  |                             |                             |                        |    |                              |                              |
|  | 9 août - 16h30 (Viladecans) | 9 août - 16h30 (Viladecans) |                        |    | 10 août - 19h00 (Viladecans) | 10 août - 19h00 (Viladecans) |
|  | 9 août - 16h30 (Viladecans) | 9 août - 16h30 (Viladecans) |                        |    | 10 août - 19h00 (Viladecans) | 10 août - 19h00 (Viladecans) |
|  | Cuba                        | 7                           |                        |    | 10 août - 19h00 (Viladecans) | 10 août - 19h00 (Viladecans) |
|  | Cuba                        | 7                           |                        |    | 10 août - 19h00 (Viladecans) | 10 août - 19h00 (Viladecans) |
|  | États-Unis                  | 1                           |                        |    | 10 août - 19h00 (Viladecans) | 10 août - 19h00 (Viladecans) |
|  | États-Unis                  | 1                           | Japon                  | 11 |                              |                              |
|  | 9 août - 19h35 (Montjuic)   |                             | Japon                  | 11 |                              |                              |
|  |                             | Cuba                        | 2                      |    |                              |                              |
|  | Australie                   | Cuba                        | 2                      | 5  |                              |                              |
|  | Australie                   |                             |                        | 5  |                              |                              |
|  | Japon                       | 10                          |                        |    |                              |                              |
|  | Japon                       | 10                          | Match pour la 3e place |    |                              |                              |
|  |                             |                             |                        |    |                              |                              |
|  | 10 août - 11h00 (Montjuic)  |                             |                        |    |                              |                              |
|  |                             |                             |                        |    |                              |                              |
|  | Australie                   | 7                           |                        |    |                              |                              |
|  | Australie                   | 7                           |                        |    |                              |                              |
|  | États-Unis                  | 6                           |                        |    |                              |                              |
|  | États-Unis                  | 6                           |                        |    |                              |                              |